# Regata em Argenteuil
Regata em Argenteuil é um óleo sobre tela de Claude Monet, pintado no ano de 1872.
Está no Museu de Orsay em Paris desde a sua abertura em 1986.

## História
- De 1876 a 1894 - na colecção Gustave Caillebotte
- Em 1894 - Legado ao Estado Francês
- De 1896 a 1929 - Museu do Luxemburgo, Paris
- De 1929 à 1947 - Museu do Louvre, Paris
- De 1947 à 1986 - Museu do Louvre, galeria Jeu de Paume, Paris
- Desde 1986 - Museu d'Orsay, Paris

## Em Lisboa
A obra esteve em Lisboa em 1965 na exposição Um século de pintura francesa 1850-1950 organizada pela Fundação Calouste Gulbenkian.